# ジャンニ・インファンティーノ
ジョヴァンニ・ヴィンチェンツォ・インファンティーノ（Giovanni Vincenzo Infantino、1970年3月23日 - ）は、スイスの弁護士。第9代国際サッカー連盟（FIFA）会長。スイスとイタリアの二重国籍を取得している。

## 来歴
スイス・ヴァレー州ブリーク出身。2000年に欧州サッカー連盟（UEFA）事務局入り。その後2007年に理事、2008年から事務局長を務め、UEFA欧州選手権の参加チーム拡張に貢献した。
2016年2月26日、前会長のゼップ・ブラッターがFIFAの倫理委員会から活動停止処分を受け、辞任したことに伴う会長選挙に出馬。2回目の投票で過半数の票数を獲得して会長に就任した。
2020年1月10日に行われた国際オリンピック委員会総会で、委員に選ばれた。